# Tékozló lányok (Vámpírnaplók)
A Tékozló lányok (Lost Girls) a Vámpírnaplók című amerikai sorozat első évadjának hatodik epizódja.

## Epizódismertető
Stefan elmagyarázza a történetét Kathrineről, Damonról és magáról Elenának. 1864-ben mind a ketten beleszerettek Katherinebe, aki átváltoztatta őket vámpírrá. Eközben Damon a Salvatore házban tölti idejét Vickivel. Táplálkoznak egymásból, majd egyszer csak Damon átváltoztatja őt vámpírrá. Stefan rájönt erre, de tudja hogy csak akkor lesz teljesen vámpír ha Vicki embervért iszik.
Logan miközben vámpírra vadászik, használja a zsebórát amivel rátalál Stefanra és Vickire az erdőben. Logan lelövi Stefant egy fából készült golyóval, mert azt hiszi Stefan megtámadta Vickit. Damon megmenti Stefant azzal hogy megtámadja Logant. Vikci nem bír az éhségével és táplálkozik Loganből így teljessé válik az átalakulása. Stefan elmondja Elenának hogy Vikci vámpírrá változott. Elena megtartja a lány titkát, de a barátságuk ezzel véget ér.

## Érdekesség
- Az epizód angol címe (Lost Girls) az 1987-es népszerű vámpír film, a The Lost Boys átalakítása.

## Zenék
- Fine Frenzy – Stood Up
- Editors – Weight of the World
- The Temper Trap – Fader
- Anberlin – Enjoy the Silence (Depeche Mode feldolgozás)
- Green Day – 21 Guns
- Jason Walker – Down

## Külső hivatkozások
- https://web.archive.org/web/20100810144246/http://www.vampirnaplok.hu/0106.php